# Imuni
Imuni (în engleză Songbird) este un film distopic din 2020 despre Pandemia de COVID-19. Este regizat de Adam Mason, care a scris scenariul împreună cu Simon Boyes și a fost produs de Michael Bay, Adam Goodman, Andrew Sugerman și Eben Davidson. În rolurile principale joacă actorii KJ Apa, Sofia Carson, Craig Robinson, Bradley Whitford, Peter Stormare, Alexandra Daddario, Paul Walter Hauser și Demi Moore. 
Proiectul a fost anunțat în mai 2020, scenariștii Adam Mason și Simon Boyes au venit cu ideea în martie, la scurt timp după ce pandemia a oprit toată producția de film. Distribuția s-a alăturat în iunie, iar filmările au avut loc în jurul Los Angeles-ului în iulie și august. A fost primul film care a fost realizat după oprirea producției cinematografice.
Imuni a fost lansat premium video on demand pe 11 decembrie 2020, de către STX Films. A fost copleșit de critici, care au considerat că filmul face o propagandă a fricii și au spus că nu a profitat de premisa sa, deși performanța lui Stormare a fost lăudată de unii.

## Prezentare
Filmul are loc în anul 2024. Virusul COVID-19 a suferit mutații, acum este COVID-23, iar toată lumea este obligată să-și verifice temperatura pe telefoanele mobile, în timp ce cei infectați cu COVID-23 sunt luați de acasă împotriva voinței lor și trimiși în lagăre de carantină, cunoscute și sub numele de „Q-zone” sau lagăre de concentrare, unde unii rezistă restricțiilor brutale. În aceste tabere, cei infectați sunt lăsați să moară sau să se recupereze cu forța.

## Distribuție
- KJ Apa - Nico Price, curier pe motociclete.
- Sofia Carson - Sara Garcia, interesul amoros al lui Nico.
- Craig Robinson - Lester, șeful lui Nico.
- Peter Stormare - Emmett Harland, șeful departamentului  de sănătate din Los Angeles.
- Alexandra Daddario - May, o cântăreață aspirantă.
- Demi Moore - Piper Griffin, soția lui William și mama Emmei.
- Paul Walter Hauser - Michael Dozer, un expert în drone care folosește un scaun cu rotile.
- Bradley Whitford - William Griffin, un fost director al unei case de discuri care este soțul lui Piper și tatăl Emmei.
- Lia McHugh - Emma Griffin, fiica lui Piper și William.
- Elpidia Carrillo - Lita Garcia, bunica Sarei.
- Michole Briana White - Alice, vecina Sarei.